# Ninki seiyū no tsukuri kata
Ninki seiyū no tsukuri kata (人気声優のつくりかた?), anche nota come How to make a pop voice actress (traduzione inglese del titolo, che compare come sottotitolo), è una visual novel giapponese per adulti pubblicata per PC nel 2017 da MintCUBE. È stata ripubblicata nel 2018 da Entergram per PlayStation Vita e PlayStation 4 in un'edizione accessibile a una fascia d'età dai 15 anni in su.

## Doppiaggio
| Personaggio      | Voce originale     |
| ---------------- | ------------------ |
| Itsumi Seno      | Eri Sendai         |
| Yukako Kurusu    | Mami Ozaki         |
| Konatsu Nagakura | Mai Ishihara       |
| Noa Shinjō       | Ayuru Ōhashi       |
| Keijirō Sakaki   | Yoshihisa Kawahara |

## Accoglienza
Le versioni per PlayStation Vita e PlayStation 4, annunciate nel settembre 2017 e pubblicate nel gennaio 2018, hanno ottenuto entrambe un voto medio di 7,3/10 su quattro valutazioni dei recensori di Famitsū.